# Poiares (Freixo de Espada à Cinta)
Poiares es una freguesia portuguesa del municipio de Freixo de Espada à Cinta, con 40,64 km² de superficie y 507 habitantes (2001). Su densidad de población es de 12,5 hab/km².